# Алимовка
Алимовка — посёлок в Сергиевском районе Самарской области, входит в сельское поселение Верхняя Орлянка.

## История
Посёлок основан в 1927 году выходцами из села Н. Мансуркино.
Единственный татарский посёлок в Сергиевском районе.

## Население
| 2008 | 2010 |
| ---- | ---- |
| 63   | ↗66  |